# Sonet 54 (William Szekspir)

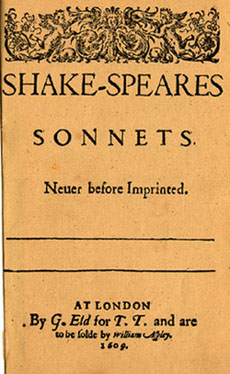
Strona tytułowa pierwszego wydania sonetów Shakespeare’a

Sonet 54 (Ach, ile piękno zyskuje piękności) – jeden z cyklu sonetów autorstwa Williama Shakespeare’a. Po raz pierwszy został opublikowany w 1609 roku.

## Treść
W sonecie tym podmiot liryczny, który przez niektórych badaczy jest utożsamiany z autorem, stara się pokazać jak pięknym jest tajemniczy młodzieniec. Stwierdza jednocześnie, że jego uroda przetrwa dzięki obecności w Sonetach.